# Steven D. Smith
Stephen D. Smith (Houston, 11 de junho de 1948) é um matemático estadunidense.
Smith estudou na Universidade St. Mary em San Antonio a partir de 1965. Em 1967 foi para o Instituto de Tecnologia de Massachusetts (MIT), onde obteve em 1970 o bacharelato em matemática e literatura. Em seguida obteve uma bolsa Rhodes na Universidade de Oxford, onde obteve em 1971 um mestrado e em 1973 um doutorado, orientado por Graham Higman, com a tese Sylow subgroups of index 2 in their normalizers.
Pelo livro Classification of finite simple groups: groups of characteristic 2-type de 2011 recebeu com Aschbacher, Ronald Solomon e Richard Lyons o Prêmio Leroy P. Steele de 2012.
É fellow da American Mathematical Society.

## Obras
- com David J. Benson: Classifying spaces of sporadic groups, Surveys and Monographs of the American Mathematical Society (AMS), Volume 147, Providence (Rhode Island), 2008.
- com Michael Aschbacher, Ronald Solomon, Richard Lyons: Classification of finite simple groups: groups of characteristic 2-type, Surveys and Monographs of the AMS, Volume 172, 2011.
- com Michael Aschbacher: The classification of quasithin groups, Surveys and Monographs of the AMS, Volume 111, 112, 2004.
- Subgroup complexes, Surveys and Monographs of the AMS, Volume 179, 2011.